# Fútbol Club Leones HT6
El Fútbol Club Leones HT6 es un club de fútbol hondureño con sede en la ciudad de Villanueva, Cortés fue fundado en 2018 como Lone FC y actualmente compite en la Liga de Ascenso de Honduras.

## Historia
Fue fundado en 2018 en la ciudad de San Pedro Sula como Lone FC y jugó en el pueblo de Cofradía hasta volver a San Pedro Sula; en su primera participación en el ascenso quedó en el grupo B junto a  Pinares, Deportes Savio, Lepaera FC, Real Juventud, Olimpia Occidental y Atlético Esperanzano.

### Subcampeonato
En 2022, el Lone FC, (en el clausura 2022) casi llega a la "Finalísima" del ascenso; en la final del clausura, Lone derrotó al Olancho FC 2-1 en Choloma, pero cayó 3-0 en Juticalpa, con el global 4-2, el Lone perdió la oportunidad de pelear la "Finalísima" contra el Olancho (mismo equipo que los derroto, que había ganado el Apertura), quedando como subcampeón.

### Cambio de nombre
El 5 de junio de 2025, el Lone FC,  da a conocer através de sus redes sociales el cambio de nombre y directiva comandada por los exmundialistas de la Selección de Honduras, Hendry Thomas y Marvin Chávez.